# Chamvres
Chamvres és un municipi francès, situat al departament del Yonne i a la regió de Borgonya - Franc Comtat. L'any 2007 tenia 666 habitants.

## Demografia

### Població
El 2007 la població de fet de Chamvres era de 666 persones. Hi havia 273 famílies, de les quals 73 eren unipersonals (12 homes vivint sols i 61 dones vivint soles), 98 parelles sense fills, 98 parelles amb fills i 4 famílies monoparentals amb fills.
La població ha evolucionat segons el següent gràfic:
Habitants censats

### Habitatges
El 2007 hi havia 317 habitatges, 274 eren l'habitatge principal de la família, 33 eren segones residències i 10 estaven desocupats. 311 eren cases i 3 eren apartaments. Dels 274 habitatges principals, 236 estaven ocupats pels seus propietaris, 22 estaven llogats i ocupats pels llogaters i 15 estaven cedits a títol gratuït; 17 tenien dues cambres, 26 en tenien tres, 76 en tenien quatre i 155 en tenien cinc o més. 222 habitatges disposaven pel capbaix d'una plaça de pàrquing. A 103 habitatges hi havia un automòbil i a 148 n'hi havia dos o més.

### Piràmide de població
La piràmide de població per edats i sexe el 2009 era:
| Homes | Edats   | Dones |
| ----- | ------- | ----- |
| 0     | 95 o +  | 0     |
| 4     | 90 a 94 | 4     |
| 0     | 85 a 89 | 4     |
| 4     | 80 a 84 | 0     |
| 12    | 75 a 79 | 12    |
| 20    | 70 a 74 | 20    |
| 16    | 65 a 69 | 28    |
| 16    | 60 a 64 | 8     |
| 12    | 55 a 59 | 16    |
| 28    | 50 a 54 | 16    |
| 36    | 45 a 49 | 24    |
| 36    | 40 a 44 | 32    |
| 16    | 35 a 39 | 12    |
| 20    | 30 a 34 | 20    |
| 0     | 25 a 29 | 24    |
| 20    | 20 a 24 | 16    |
| 40    | 15 a 19 | 32    |
| 4     | 10 a 14 | 28    |
| 16    | 5 a 9   | 16    |
| 20    | 0 a 4   | 20    |

## Economia
El 2007 la població en edat de treballar era de 435 persones, 329 eren actives i 106 eren inactives. De les 329 persones actives 311 estaven ocupades (174 homes i 137 dones) i 18 estaven aturades (9 homes i 9 dones). De les 106 persones inactives 45 estaven jubilades, 36 estaven estudiant i 25 estaven classificades com a «altres inactius».

### Ingressos
El 2009 a Chamvres hi havia 279 unitats fiscals que integraven 677,5 persones, la mediana anual d'ingressos fiscals per persona era de 19.477 €.

### Activitats econòmiques
Dels 13 establiments que hi havia el 2007, 2 eren d'empreses de fabricació d'altres productes industrials, 4 d'empreses de construcció, 2 d'empreses de comerç i reparació d'automòbils, 1 d'una empresa de transport, 1 d'una empresa d'hostatgeria i restauració, 2 d'empreses immobiliàries i 1 d'una empresa classificada com a «altres activitats de serveis».
Dels 6 establiments de servei als particulars que hi havia el 2009, 1 era una fusteria, 1 electricista, 1 empresa de construcció, 1 restaurant i 2 agències immobiliàries.
L'únic establiment comercial que hi havia el 2009 era una fleca.
L'any 2000 a Chamvres hi havia 11 explotacions agrícoles que ocupaven un total de 256 hectàrees.

## Equipaments sanitaris i escolars
El 2009 hi havia 1 escola maternal integrada dins d'un grup escolar amb les comunes properes formant una escola dispersa i 1 escola elemental integrada dins d'un grup escolar amb les comunes properes formant una escola dispersa.

## Poblacions més properes
El següent diagrama mostra les poblacions més properes.